# Joan Comorera i Soler
Juan Comorera Soler (Cervera, 5 de septiembre de 1894 - Burgos, 7 de mayo de 1958) fue un periodista, escritor y político español, de ideología comunista y catalanista. Llegó a ser varias veces conseller de la Generalidad de Cataluña.
En su juventud fue redactor de varios periódicos, iniciándose también a temprana edad en el mundo de la política. Debido a sus actividades hubo de marchar al exilio en dos ocasiones, a Francia y Argentina, respectivamente. Tras la proclamación de la II República en 1931 regresó a España y se convirtió en el máximo dirigente de Unió Socialista de Catalunya, llegando a participar en el gobierno de la Generalidad de Cataluña. Tras el estallido de la guerra civil española fue elegido secretario general del nuevo Partido Socialista Unificado de Cataluña (PSUC), convirtiéndose en una de las principales figuras políticas catalanas.
Tras el final de la guerra civil debió marchar al exilio, residiendo en varios países. Comorera, abiertamente catalanista, mantuvo diversos conflictos con otros dirigentes del Partido Comunista de España. Estas discrepancias terminarían marcando su marginación y posterior expulsión del movimiento comunista. Fue detenido por la Policía franquista tras haber regresado clandestinamente al país. Juzgado y condenado a largas penas de prisión, fallecería en el penal de Burgos en 1958.

## Biografía

### Juventud y primeros años
Nació en la localidad leridana de Cervera el 5 de septiembre de 1894, en el seno de una familia de artesanos. Su padre falleció cuando él apenas era un niño. Llegó a realizar estudios de Magisterio, si bien nunca ejerció como tal. En el verano de 1913 fundó periódico quincenal Escuela, de ideología republicana y anticlerical, que dirigió.
Comorera comenzó su carrera periodística en 1913, como corresponsal en Madrid del diario barcelonés La Publicidad —donde firmaba como «Comenio»—. En 1914 se trasladó a Barcelona, donde ejerció como redactor del diario La Lucha. Fue uno de los cofundadores del Bloc Republicà Autonomista (BRA) y, posteriormente, del Partit Republicà Català (PRC). Según señala Jaime Alvar Ezquerra, en estos años Comorera se habría afiliado a la Agrupación Socialista de Barcelona.
En 1917 fue enviado a Tortosa para sustituir a Marcelino Domingo, entonces director del diario La Lucha. Comorera fue detenido por un artículo suyo contra el Ejército que fue publicado en el diario local El Pueblo, y tras ser puesto en libertad provisional escapó a Francia. Estando allí, en 1919 publicó el libro La trágica ignorancia española.
Regresó a España ese mismo año, pero tras la proclamación de la Dictadura de Primo de Rivera marchó a Buenos Aires, obteniendo la nacionalidad argentina y dirigiendo el semanario bilingüe Nación Catalana. También ejerció como redactor del diario socialista argentino La Vanguardia. Según Francisco Gutiérrez Latorre, durante su etapa argentina habría militado en el Partido Socialista argentino. En 1930, debido a sus escritos, tuvo que dejar Argentina, estableciéndose en la vecina Uruguay. Tras la proclamación en España de la República en 1931 volvió a Cataluña, uniéndose a la Unió Socialista de Catalunya (USC).

### Carrera política
En julio de 1931 Comorera entró a formar parte del Comité Ejecutivo de la USC como secretario de organización. En 1932 fue elegido secretario general dando un notable impulso al partido, aunque sin conseguir dejar de ser un satélite de Esquerra Republicana de Catalunya (ERC), con la que concurrió en coalición en todos los procesos electorales que tuvieron lugar en estos años (municipales y constituyentes de 1931, al Parlamento de Cataluña en 1932). 
En estos años dirigió el semanario Justicia Social, órgano oficial de la USC.
Tras la aprobación del Estatuto de Cataluña en 1932, Comorera fue elegido diputado del Parlamento de Cataluña, aunque la USC no se integró en el gobierno, pasando a la oposición. Tras las elecciones generales de 1933, que certificaron el triunfo del centro-derecha, y la muerte de Francesc Macià, la USC entra a formar parte del nuevo gobierno de la Generalidad presidido por Lluís Companys y el 3 de enero de 1934 Comorera fue nombrado consejero de Economía y Agricultura. En este cargo, Comorera tendría un papel fundamental en la redacción de la Ley de Contratos de Cultivo catalana, cuya aprobación llevaría a un profundo enfrentamiento con el Gobierno radical-cedista de la República. En octubre del mismo año participó en la revuelta que proclamó el Estado catalán, por lo que fue procesado y encarcelado en El Puerto de Santa María junto al resto del ejecutivo autonómico. La autonomía catalana fue suspendida por el Gobierno de la República y la Generalidad de Cataluña fue sustituida por un Consejo de la Generalidad designado por el Gobierno central, en el que participaron diferentes dirigentes de la Liga Regionalista y el Partido Republicano Radical de Alejandro Lerroux. 
En las elecciones de 1936 Comorera fue elegido diputado a Cortes. Tras el triunfo del Frente Popular en 1936 fue puesto en libertad, reasumiendo su cargo de consejero en la restablecida Generalidad.

### Guerra civil
Iniciada la guerra civil española, Comorera integró la Unió Socialista en el Partido Socialista Unificado de Cataluña (PSUC), del que fue primer secretario general. Con posterioridad, esto le garantizaría un puesto en el seno del Comité Central del Partido Comunista de España (PCE). Durante la guerra, Comorera ocupó diversas carteras en los gobiernos de la Generalidad de Cataluña también presididos por Companys. El enfrentamiento en el interior del bando republicano en Cataluña entre los comunistas del PSUC y la CNT-FAI le valió la enemistad del poderoso movimiento anarcosindicalista catalán, que trató de eliminarlo físicamente mediante atentados hasta en dos ocasiones.

### Exilio y caída en desgracia
Perdida la guerra, pasó a Francia y en mayo de 1939 a Moscú. Al año siguiente colaboró en México con el Gobierno de la República Española en el exilio. Comorera formó parte de la guardia que escoltó al féretro de Pedro Checa, dirigente comunista que falleció en el país mesoamericano en 1942. Después de que la Internacional Comunista fuera disuelta en 1943, el PCE reforzó sus intentos de absorber la estructura del PSUC, intentos a los que Comorera se resistió. Hasta mediados de la década de 1940 el PSUC, bajo el control de Comorera, mantuvo una línea política que combinaba nacionalismo catalán, comunismo y antifranquismo.
En mayo de 1945 Comorera se trasladó a La Habana, donde reorganizó al PSUC y trazó la estrategia que debían seguir los comunistas catalanes que residían en Cuba. Posteriormente, ese mismo año, regresaría a territorio francés, donde acometió la reorganización de los cuadros del PSUC que se encontraban en ese país. El PSUC continuaría desarrollando una política de resistencia armada contra Franco hasta 1947, sufriendo una intensa persecución por parte de los franquistas.
En 1948 publicó su folleto Denunciamos los crímenes monstruosos que Franco y Falange cometen en la cárcel Modelo de Barcelona.
Para 1949 sus intentos de que el PSUC mantuviera una estructura independiente respecto al PCE le habían llevado a enfrentarse con la dirección de este. El 2 de septiembre de 1949, el Secretariado del PSUC destituyó a Comorera como secretario general. Defenestrado y políticamente aislado, acabaría siendo expulsado del PSUC. Su propia hija —casada con Wenceslao Colomer, miembro del Secretariado del PSUC que acordó su expulsión— lo repudió. 
Volvió clandestinamente a Cataluña en 1950, fijando su residencia en Barcelona. Recluido en su domicilio, sito en el n.º 248 de la calle Consejo de Ciento, redactó e imprimió por su cuenta 32 números de la revista Treball, hasta su detención en junio de 1954. Juzgado junto con su esposa Rosa Santacana y Ferran Canyameras por un tribunal militar en agosto de 1957, fue condenado a treinta años de reclusión mayor y trasladado al penal de Burgos. Falleció en esa prisión el 7 de mayo de 1958.

## Rehabilitación posterior
En 1986 la nueva dirección del PCE, liderada por Gerardo Iglesias, que había sucedido a Santiago Carrillo como secretario general y era, por tanto, ajena al estalinismo, rehabilitó a varios antiguos militantes como Comorera, Jesús Monzón o Heriberto Quiñones, difamados hasta entonces como "traidores" y "agentes del franquismo". Sin embargo, la rehabilitación no mencionó para nada a los responsables de las depuraciones de dichos dirigentes.

## Perfil ideológico
Descrito por el historiador Paul Preston como un «catalanista sui generis», Jorge de Hoyos Puente lo adscribe al obrerismo catalanista. Por su parte, para Andreu Navarra constituye un representante de la corriente estalinista del comunismo. Según el mismo autor, para Comorera «la actuación de Stalin es un modelo a seguir porque, a partir de un Imperio milenario, los bolcheviques han erigido un modelo federalista». En este sentido, en una ocasión en 1936 llegó a señalar: «Debemos luchar por la República Socialista Catalana federada con la Unión de Repúblicas Socialistas Ibéricas y hermana de la URSS».